# Ligue 1 2009-2010
L'edizione 2009-2010 della Ligue 1, iniziata l'8 agosto 2009, è il settantaduesimo campionato di calcio francese di massima divisione.

## Squadre partecipanti
| Club                | Città                | Stadio                       | Risultato Stagione 2008-2009 |
| ------------------- | -------------------- | ---------------------------- | ---------------------------- |
| Auxerre             | Auxerre              | Stade Abbé-Deschamps         | 9° in Ligue 1                |
| Bordeaux            | Bordeaux             | Stadio Jacques Chaban-Delmas | Campione di Francia          |
| Boulogne            | Boulogne-sur-Mer     | Stadio de la Libération      | 3° in Ligue 2                |
| Grenoble            | Grenoble             | Stade des Alpes              | 13° in Ligue 1               |
| Le Mans             | Le Mans              | Stade Léon-Bollée            | 16° in Ligue 1               |
| Lens                | Lens                 | Stadio Félix Bollaert        | Vincitore della Ligue 2      |
| Lilla               | Lilla                | Stadio Lille-Metropole       | 5° in Ligue 1                |
| Lorient             | Lorient              | Stade du Moustoir            | 10° in Ligue 1               |
| Monaco              | Principato di Monaco | Stade Louis II               | 11° in Ligue 1               |
| Montpellier         | Montpellier          | Stade de la Mosson           | 2° in Ligue 2                |
| Nancy               | Nancy                | Stade Marcel Picot           | 15° in Ligue 1               |
| Nizza               | Nizza                | Stade Municipal du Ray       | 9° in Ligue 1                |
| Olympique Lione     | Lione                | Stadio di Gerland            | 3° in Ligue 1                |
| Olympique Marsiglia | Marsiglia            | Stadio Vélodrome             | 2° in Ligue 1                |
| Paris Saint-Germain | Parigi               | Parc des Princes             | 6° in Ligue 1                |
| Rennes              | Rennes               | Stade de la Route de Lorient | 7° in Ligue 1                |
| Saint-Étienne       | Saint-Étienne        | Stade Geoffroy-Guichard      | 17° in Ligue 1               |
| Sochaux             | Sochaux Montbéliard  | Stade Auguste Bonal          | 14° in Ligue 1               |
| Tolosa              | Tolosa               | Stadium Municipal            | 4° in Ligue 1                |
| Valenciennes        | Valenciennes         | Stade Nungesser              | 12° in Ligue 1               |

### Allenatori e primatisti
| Squadra             | Allenatore                                         | Calciatore più presente                   | Capocannoniere                                         |
| ------------------- | -------------------------------------------------- | ----------------------------------------- | ------------------------------------------------------ |
| Auxerre             | Jean Fernandez                                     | Stéphane Grichting, Cédric Hengbart (37)  | Ireneusz Jeleń (14)                                    |
| Bordeaux            | Laurent Blanc                                      | Marouane Chamakh (38)                     | Wendel (11)                                            |
| Boulogne            | Laurent Guyot                                      | Alexandre Cuvillier, Damien Marcq (34)    | Jérémy Blayac (6)                                      |
| Grenoble            | Mehmed Baždarević                                  | Nassim Akrour (38)                        | Danijel Ljuboja (10)                                   |
| Le Mans             | Paulo Duarte (1ª-16ª) Arnaud Cormier (17ª-38ª)     | Ludovic Baal (38)                         | Anthony Le Tallec (8)                                  |
| Lens                | Jean-Guy Wallemme                                  | Yohan Demont (37)                         | Toifilou Maoulida (10)                                 |
| Lilla               | Rudi Garcia                                        | Eden Hazard (37)                          | Yohan Cabaye, Pierre-Alain Frau, Gervinho (13)         |
| Lorient             | Christian Gourcuff                                 | Sigamary Diarra (38)                      | Kévin Gameiro (17)                                     |
| Monaco              | Guy Lacombe                                        | Stéphane Ruffier (37)                     | Nenê (14)                                              |
| Montpellier         | René Girard                                        | Souleymane Camara, Geoffrey Jourdren (38) | Víctor Hugo Montaño (11)                               |
| Nancy               | Pablo Correa                                       | Julien Féret (37)                         | Youssouf Hadji (11)                                    |
| Nizza               | Didier Ollé-Nicolle (1ª-27ª) Éric Roy (28ª-38ª)    | David Ospina (37)                         | Loïc Rémy (14)                                         |
| O. Lione            | Claude Puel                                        | Bafétimbi Gomis, Miralem Pjanić (37)      | Lisandro López (15)                                    |
| O. Marsiglia        | Didier Deschamps                                   | Souleymane Diawara (37)                   | Mamadou Niang (18)                                     |
| Paris Saint-Germain | Antoine Kombouaré                                  | Christophe Jallet (35)                    | Mevlüt Erdinç (15)                                     |
| Rennes              | Frédéric Antonetti                                 | Rod Fanni (38)                            | Asamoah Gyan (13)                                      |
| Saint-Étienne       | Alain Perrin (1ª-17ª) Christophe Galtier (18ª-38ª) | Jérémie Janot (38)                        | Emmanuel Rivière (8)                                   |
| Sochaux             | Francis Gillot                                     | Nicolas Maurice-Belay (37)                | Stéphane Dalmat (4)                                    |
| Tolosa              | Alain Casanova                                     | Moussa Sissoko (37)                       | André-Pierre Gignac (8)                                |
| Valenciennes        | Philippe Montanier                                 | Fahid Ben Khalfallah, Rémi Gomis (36)     | Johan Audel, Fahid Ben Khalfallah, Mamadou Samassa (7) |

## Classifica finale
|  | Pos. | Squadra             | Pt | G  | V  | N  | P  | GF | GS | DR  |
|  | ---- | ------------------- | -- | -- | -- | -- | -- | -- | -- | --- |
|  | 1.   | Olympique Marsiglia | 78 | 38 | 23 | 9  | 6  | 69 | 36 | +33 |
|  | 2.   | Olympique Lione     | 72 | 38 | 20 | 12 | 6  | 64 | 38 | +26 |
|  | 3.   | Auxerre             | 71 | 38 | 20 | 11 | 7  | 42 | 29 | +13 |
|  | 4.   | Lilla               | 70 | 38 | 21 | 7  | 10 | 72 | 40 | +32 |
|  | 5.   | Montpellier         | 69 | 38 | 20 | 9  | 9  | 50 | 40 | +10 |
|  | 6.   | Bordeaux            | 64 | 38 | 19 | 7  | 12 | 58 | 40 | +18 |
|  | 7.   | Lorient             | 58 | 38 | 16 | 10 | 12 | 54 | 42 | +12 |
|  | 8.   | Monaco              | 55 | 38 | 15 | 10 | 13 | 39 | 45 | -6  |
|  | 9.   | Rennes              | 53 | 38 | 14 | 11 | 13 | 52 | 41 | +11 |
|  | 10.  | Valenciennes        | 52 | 38 | 14 | 10 | 14 | 50 | 50 | 0   |
|  | 11.  | Lens                | 48 | 38 | 12 | 12 | 14 | 40 | 44 | -4  |
|  | 12.  | Nancy               | 48 | 38 | 13 | 9  | 16 | 46 | 53 | -7  |
|  | 13.  | Paris Saint-Germain | 47 | 38 | 12 | 11 | 15 | 50 | 46 | +4  |
|  | 14.  | Tolosa              | 47 | 38 | 12 | 11 | 15 | 36 | 36 | 0   |
|  | 15.  | Nizza               | 44 | 38 | 11 | 11 | 16 | 41 | 57 | -16 |
|  | 16.  | Sochaux             | 41 | 38 | 11 | 8  | 19 | 28 | 52 | -24 |
|  | 17.  | Saint-Étienne       | 40 | 38 | 10 | 10 | 18 | 27 | 45 | -18 |
|  | 18.  | Le Mans             | 32 | 38 | 8  | 8  | 22 | 36 | 59 | -23 |
|  | 19.  | Boulogne            | 31 | 38 | 7  | 10 | 21 | 31 | 62 | -31 |
|  | 20.  | Grenoble            | 23 | 38 | 5  | 8  | 25 | 31 | 61 | -30 |

Legenda:

      Campione di Francia e ammessa alla fase a gironi della UEFA Champions League 2010-2011

      Ammessa alla fase a gironi della UEFA Champions League 2010-2011

      Ammessa agli spareggi della UEFA Champions League 2010-2011.

      Ammesse agli spareggi della UEFA Europa League 2010-2011

      Ammessa al terzo turno preliminare della UEFA Europa League 2010-2011.

      Retrocesse in Ligue 2 2010-2011

## Record
- Maggior numero di vittorie:  Olympique Marsiglia (23)
- Minor numero di sconfitte:  Olympique Marsiglia e  Olympique Lione (6)
- Migliore attacco:  Lilla  (72 gol segnati)
- Miglior difesa:  Auxerre (29 gol subiti)
- Miglior differenza reti:  Olympique Marsiglia (+33)
- Maggior numero di pareggi:  Olympique Lione e  Lens (12)
- Minor numero di pareggi:  Lilla e  Bordeaux (7)
- Minor numero di vittorie:  Grenoble (5)
- Maggior numero di sconfitte:  Grenoble (25)
- Peggiore attacco:  Saint-Étienne (27 gol segnati)
- Peggior difesa:  Boulogne (62 gol subiti)
- Peggior differenza reti:  Boulogne (-31)
- Partita con più reti:  Olympique Lione -  Olympique Marsiglia 5-5 (10)

### Capoliste solitarie
- 3ª giornata:  Bordeaux
- Dalla 6ª alla 7ª giornata:  Bordeaux
- 8ª giornata:  Olympique Lione
- Dalla 10ª alla 13ª giornata:  Bordeaux
- Dalla 15ª alla 25ª giornata:  Bordeaux
- Dalla 31ª alla 38ª giornata:  Olympique Marsiglia

## Classifica marcatori
|  | Gol | Marcatore         | Squadra             |
|  | --- | ----------------- | ------------------- |
|  | 18  | Mamadou Niang     | Olympique Marsiglia |
|  | 17  | Kévin Gameiro     | Lorient             |
|  | 15  | Lisandro López    | Olympique Lione     |
|  | 15  | Mevlüt Erdinç     | Paris Saint-Germain |
|  | 14  | Nenê              | Monaco              |
|  | 14  | Ireneusz Jeleń    | Auxerre             |
|  | 14  | Loïc Rémy         | Nizza               |
|  | 13  | Asamoah Gyan      | Rennes              |
|  | 13  | Pierre-Alain Frau | Lilla               |
|  | 13  | Gervinho          | Lilla               |
|  | 13  | Yohan Cabaye      | Lilla               |
|  | 10  | Marouane Chamakh  | Bordeaux            |

## Verdetti
- Olympique Marsiglia vincitore della Ligue 1 2009-2010
- Olympique Marsiglia e  Olympique Lione e  Auxerre qualificate alla fase a girone della UEFA Champions League 2010-2011
- Lilla e  Montpellier qualificate alla UEFA Europa League 2010-2011
- Paris Saint-Germain qualificato ai play-off della UEFA Europa League 2010-2011
- Le Mans,  Boulogne e  Grenoble retrocesse in Ligue 2 2010-2011
- Caen,  Brest e  Arles ammesse in Ligue 1 2010-2011